# Roseto Valfortore
Roseto Valfortore es una localidad y comune italiana de la provincia de Foggia, región de Apulia, con 1.226 habitantes.

## Evolución demográfica
| Gráfica de evolución demográfica de Roseto Valfortore entre 1861 y 2001 |
|                                                                         |
| Fuente ISTAT - elaboración gráfica de Wikipedia                         |